# Mispila albopunctulata
Mispila albopunctulata är en skalbaggsart som beskrevs av Heller 1923. Mispila albopunctulata ingår i släktet Mispila och familjen långhorningar.
Artens utbredningsområde är Filippinerna. Inga underarter finns listade i Catalogue of Life.